# Марко Ступар
Марко Ступар (Вођеница, Босански Петровац, 11. новембар 1936 — Париз, 7. март 2021) био је српски сликар.

## Биографија
Марко Ступар је рођен 1936. године у селу Вођеница код Босанског Петровца, гдје је завршио основну школу, а послије уписује Гимназију у Бањој Луци.
- 1961-1964 живи у Београду, гдје почиње студирати сликарство, а затим те исте 1964. године одлази у Париз гдје и данас живи и ради као један од најуспјешнијих сликара из наших крајева.
- 13. септембра 1964. године стиже у Париз .
- 1966: По први пут излаже у Centre de diffusion de la Côte d'Azur; Излаже на Salonu d'Eveil, Place Saint Germain des Prés.
- 1967: Прва самостална изложба у Salon d'Eveil ; Учествује на групним изложбама у Буенос Аиресу, Лими, Боготи, Маракаибима, Панами, Мексику, Монтреалу, Њујорку
- 1969: Самостална изложба у галерији Die Brücke у Диселдорфу
- 1970: Изложба у Orangerie Dusseldorf – Benrath
- 1971: Изложба у галерији L'Etuve у Лијежу (фр. Liège) . Осваја Grand Prih d'lssy–les-Moulineaux
- 1974: Самостална изложба у галерији Sain Placide у Паризу.
- 1975: Самостална изложба у галерији Hankyu – Осака, Јапан
- 1976: Галерије у Сарајеву, Бања Луци и Бихаћу откупљују Ступареве слике. Самостална изложба у галерији Hankyu – Осака. Самостална изложба у Југословенском културно-информационом центру у Паризу. Студијска путовања у Regio Emilia, Фиренцу и Рим.
- 1977: Ministère Français de la Culture et de l’Environement откупљује једну Ступареву слику Самостална изложба у галерији Colette Dubois у Паризу, коа и у галерији Hankyu – Осака, Јапан
- 1979: Самостална изложба у галерији Hèléne у Лиону (фр. Lyon) . Самостална изложба у галерији Јосип Рачић у Загребу. Студијско путовање у Грчку.
- 1980: Ministère Français de la Culture et de l’Environement откупљује једну Ступареву слику. Његове слике су одабране за изложбу у Јапану: Токио, Нагоја, Кјото, Тотори и Сендаи. Самостална изложба у Женеви. Самостална изложба у галерији Colette Dubois у Паризу.
- 1981: Члан фондације Taylor. Изложба у Женеви. На Салону француских умјетника добија Златну медаљу
- 1982: Самостална изложба у галерији Colette Dubois у Паризу. Самостална изложба у галерији Aktuaryus у Страсбуру (фр. Strasbourg).
- 1983: Самостална изложба у галерији Le Sagittaire у Ansiјu (фр. Annecy) . Студијско путовање у Венецију и Грчку.
- 1984: Самостална изложба у галерији Ronssard у Њујорку. Самостална изложба у галерији Colette Dubois у Паризу. Студијско путовање у САД.
- 1985: Самостална изложба у галерији Le Sagittaire у Ansiјu. Самостална изложба у Phillipe-Flynt Galery у Хјустону. Студијско путовање у Тексас и Мексико.
- 1986: Самостална изложба у галерији Кимура – Осака, Јапан. Студијско путовање у Тоскану
- 1988: Самостална изложба у Grécy la Chapelle . Самостална изложба у галерији Alpha у Авру (фр. Le Havre) . Самостална изложба у галерији Кимура – Осака, Јапан .
- 1989: Самостална изложба у галерији Francis Barlier у Паризу за коју је штампана луксузна Монографија о животу и делу сликара.